# Allmusic
Allmusic (tidligere All Music Guide eller AMG; ofte skrevet allmusic) er en musikdatabase, indeholdende anmeldelser af albummer, sange/kompositioner, musikere, lister over udgivelser, indhold på albummer mv. AMG blev grundlagt i 1991 af Michael Erlewine og Vladimir Bogdanov.
Websiden blev etableret i 1995, og hævder at have det største arkiv af coverart (albumomslag), med i alt over en halv million indskannede af slagsen.
AMG's database anvendes i nyere versioner af Windows Media Player, til at identificere albummer, således at man kan se sangtitler og coverart mens man afspiller musikken.

## Fodnoter
1. ↑  Allmusic hos Allmusic (engelsk)